# Pari-ui yeon-in
Pari-ui yeon-in (파리의 연인?, lett. "Gli amanti di Parigi"; titolo internazionale Lovers in Paris, conosciuta anche come Romance in Paris) è una serie televisiva sudcoreana trasmessa su SBS dal 12 giugno al 15 agosto 2004. È la prima delle serie della trilogia Lovers, seguita da Peuraha-ui yeon-in nel 2005 e Yeon-in nel 2006.

## Trama
Kang Tae-young, una povera studentessa di cinema a Parigi, lavora come governante per Han Ki-joo, il presidente della GD Motors. Insoddisfatto dei suoi servigi, l'uomo la licenzia, ma, dopo aver scoperto che viene dalla stessa città della moglie di un potenziale socio in affari, l'assume per fingere di essere la sua fidanzata; tuttavia, il piano va storto e si separano in cattivi rapporti. Intanto, Tae-young incontra anche Yoon Soo-hyuk, il nipote di Ki-joo, che s'innamora di lei. Poco tempo dopo, Ki-joo e Tae-young fanno ritorno in Corea per motivi diversi e, rincontratisi per caso a Seul, risolvono il loro malinteso. Quando Tae-young si ritrova con dei debiti lasciati da uno zio fuggito, chiede a Ki-joo un lavoro e, nel frattempo, i due s'innamorano. La situazione diventa più complicata quando Moon Yoon-ah, figlia di un influente politico, viene scelta come moglie di Ki-joo.

## Personaggi
- Kang Tae-young, interpretata da Kim Jung-eun.
- Han Ki-joo, interpretato da Park Shin-yang.
- Yoon Soo-hyuk, interpretato da Lee Dong-hun.
- Moon Yoon-ah, interpretata da Oh Joo-eun.
- Baek Seung-kyung, interpretata da Kim Seo-hyung.
- Han Ki-hae, interpretata da Jung Ae-ri.
- Han Sung-hoon, interpretato da Kim Sung-won.
- Choi Won-jae, interpretato da Park Young-ji.
- Lee Yang-mi, interpretata da Jo Eun-ji.
- Kim Seung-joon, interpretato da Yoon Young-joon.
- Kang Pil-bo, interpretato da Sung Dong-il.
- Kang Gun, interpretato da Kim Young-chan.
- Park Jung-hak, interpretato da Lee Se-chang.
- Moon Ji-hwan, interpretato da Kim Sang-soon.
- Signora Moon, interpretata da Seo Kwon-sook.
- Signora Vaudier, interpretata da Kim Chung.

## Ascolti
Con un ascolto medio superiore al 40% e un picco del 57,6% con l'ultimo episodio, Pari-ui yeon-in è uno dei drama più visti di sempre in Corea del Sud fino al 2010.
| Episodio | Data di trasmissione | Dati TNMS           | Dati TNMS                  |
| Episodio | Data di trasmissione | A livello nazionale | Area metropolitana di Seul |
| -------- | -------------------- | ------------------- | -------------------------- |
| 1        | 12 giugno 2004       | 23,6%               | 23,9%                      |
| 2        | 13 giugno 2004       | 25,9%               | 27,6%                      |
| 3        | 19 giugno 2004       | 31,9%               | 33,1%                      |
| 4        | 20 giugno 2004       | 32,5%               | 34,0%                      |
| 5        | 26 giugno 2004       | 35,0%               | 37,1%                      |
| 6        | 27 giugno 2004       | 37,1%               | 37,9%                      |
| 7        | 3 luglio 2004        | 40,5%               | 42,8%                      |
| 8        | 4 luglio 2004        | 43,6%               | 44,4%                      |
| 9        | 10 luglio 2004       | 42,5%               | 44,1%                      |
| 10       | 11 luglio 2004       | 46,1%               | 48,4%                      |
| 11       | 17 luglio 2004       | 44,1%               | 44,9%                      |
| 12       | 18 luglio 2004       | 49,5%               | 51,9%                      |
| 13       | 24 luglio 2004       | 47,0%               | 48,4%                      |
| 14       | 25 luglio 2004       | 50,0%               | 51,1%                      |
| 15       | 31 luglio 2004       | 37,6%               | 38,7%                      |
| 16       | 1 agosto 2004        | 39,2%               | 38,7%                      |
| 17       | 7 agosto 2004        | 41,3%               | 41,7%                      |
| 18       | 8 agosto 2004        | 51,5%               | 52,2%                      |
| 19       | 14 agosto 2004       | 51,3%               | 53,1%                      |
| 20       | 15 agosto 2004       | 56,3%               | 57,6%                      |
| Media    | Media                | 41,3%               | 42,5%                      |

## Colonna sonora
L'album della colonna sonora della serie è uscita il 25 giugno 2004. Il 9 settembre è stato pubblicato un secondo album, intitolato Forever.
1. Wings (Guitar Version) (날개)
2. Puppy Love (풋사랑)
3. Only You (너 하나만) – Jo Sungmo
4. Moon River (Violin Version)
5. Romantic Love – Enjel
6. By Your Side (너의 곁으로) – Jo Sungmo
7. Before The Rain (Instrumental)
8. Tonight
9. Moon River (Saxophone Version)
10. Lie (거짓말)
11. In My Dream (Instrumental)
12. Feeling Love (사랑느낌)
13. Puppy Love (풋사랑)
14. 당신이었나요
15. By Your Side (Saxophone Version) (너 하나만)
16. Romantic Love (Instrumental)
17. By Your Side (Piano Melody Version) (너 하나만)
18. Only You (Saxophone Version) (너 하나만)

Da Forever
1. Only You (Bosa Version) (너 하나만)
2. Puppy Love (Ballad Version) (풋사랑)
3. You Come Into My Heart (Remake) (그대 내 맘에 들어오면)
4. 사랑해도 될까요
5. 내게 남은 사랑을 드릴께요
6. Only You (Remix) (너 하나만)
7. By Your Side (Remix) (너의 곁으로)
8. Beautiful Start (아름다운 시작)
9. Lie (Instrumental) (거짓말)
10. Secret (Instrumental)
11. 세상이 그대를 속일지라도 (Remake)
12. Confession (Instrumental
13. Telling You Again (Remake) (너에게로 또 다시)

## Riconoscimenti
| Anno | Premio                     | Categoria                      | Ricevente                     | Risultato       |
| ---- | -------------------------- | ------------------------------ | ----------------------------- | --------------- |
| 2004 | Andre Kim Best Star Awards | Miglior stella                 | Lee Dong-gun                  | Vincitore/trice |
| 2004 | Mnet KM Music Festival     | Miglior colonna sonora         | By Your Side di Jo Sungmo     | Vincitore/trice |
| 2004 | Grimae Awards              | Miglior attrice                | Kim Jung-eun                  | Vincitore/trice |
| 2004 | SBS Drama Awards           | Migliori dieci stelle          | Park Shin-yang                | Vincitore/trice |
| 2004 | SBS Drama Awards           | Migliori dieci stelle          | Lee Dong-gun                  | Vincitore/trice |
| 2004 | SBS Drama Awards           | Migliori dieci stelle          | Kim Jung-eun                  | Vincitore/trice |
| 2004 | SBS Drama Awards           | Gran premio                    | Park Shin-yang e Kim Jung-eun | Vincitore/trice |
| 2005 | Baeksang Arts Awards       | Attore più popolare (TV)       | Lee Dong-gun                  | Vincitore/trice |
| 2005 | Baeksang Arts Awards       | Miglior copione (TV)           | Kim Eun-sook e Kang Eun-jung  | Vincitore/trice |
| 2005 | Baeksang Arts Awards       | Miglior attore (TV)            | Park Shin-yang                | Candidato/a     |
| 2005 | Baeksang Arts Awards       | Miglior attrice (TV)           | Kim Jung-eun                  | Vincitore/trice |
| 2005 | Baeksang Arts Awards       | Miglior drama                  |                               | Candidato/a     |
| 2005 | Baeksang Arts Awards       | Gran premio per la televisione |                               | Vincitore/trice |
| 2005 | Asian Television Awards    | Miglior attrice                | Kim Jung-eun                  | Vincitore/trice |

## Distribuzioni internazionali
| Paese      | Canale/i            | Prima TV                         | Titolo adottato   |
| ---------- | ------------------- | -------------------------------- | ----------------- |
| Filippine  | ABS-CBN             | 15 novembre 2004-28 gennaio 2005 | Lovers in Paris   |
| Filippine  | ABS-CBN             | 30 giugno-29 agosto 2014         | Lovers in Paris   |
| Taiwan     | GTV                 | 5 gennaio-24 febbraio 2005       | 巴黎戀人          |
| Vietnam    | VTV3                | 29 marzo 2005-21 aprile 2005     | Chuyện tình Paris |
| Giappone   | NTV                 | 1 marzo 2005-?                   | パリの恋人        |
| Thailandia | Channel 7           | 2006                             |                   |
| Singapore  | MediaCorp Channel U | 2007                             |                   |

## Adattamenti
Ha avuto due remake: uno filippino nel 2009, con KC Concepcion, Piolo Pascual e Zanjoe Marudo, e uno indonesiano intitolato Pacar pilihan.
La serie è diventata un musical nel 2012, con Lee Ji-hoon e Jung Sang-yeon nel ruolo di Han Ki-joo, Bang Jin-wi e Oh So-yeon nel ruolo di Kang Tae-young, e Lee Hyun, Jung Woo-soo e Run nel ruolo di Yoon Soo-hyuk.